# Küysu (ort i Kina, Xinjiang Uygur Zizhiqu, lat 43,53, long 93,43)
Küysu (kinesiska: 奎苏镇) är en ort i Kina. Den ligger i den autonoma regionen Xinjiang, i den nordvästra delen av landet, omkring 470 kilometer öster om regionhuvudstaden Ürümqi. Antalet invånare är 6 635. Befolkningen består av 3 193 kvinnor och 3 442 män. Barn under 15 år utgör 14,0 %, vuxna 15-64 år 74 %, och äldre över 65 år 10,0 %.
Runt Küysu är det mycket glesbefolkat, med 5 invånare per kvadratkilometer. Det finns inga andra samhällen i närheten. Trakten runt Küysu består i huvudsak av gräsmarker.
Genomsnittlig årsnederbörd är 141 millimeter. Den regnigaste månaden är juni, med i genomsnitt 46 mm nederbörd, och den torraste är januari, med 2 mm nederbörd.